# Leionema rotundifolium
Leionema rotundifolium är en vinruteväxtart som först beskrevs av Stephan Ladislaus Endlicher, och fick sitt nu gällande namn av Paul G. Wilson. Leionema rotundifolium ingår i släktet Leionema och familjen vinruteväxter. Inga underarter finns listade i Catalogue of Life.